# Isaco Abitbol
Isaac "Isaco" Abitbol (Alvear, Corrientes; 29 de noviembre de 1917 - Ciudad de Corrientes, 6 de marzo de 1994), conocido como el Patriarca del Chamamé, fue un conocido músico y bandoneonista, considerado como uno de los pioneros del chamamé y la música litoraleña, de Argentina. En 1942 formó el Cuarteto Santa Ana, junto con Ernesto Montiel, el primer conjunto de chamamé que alcanzó la fama masiva. Luego integró entre otros, el Trío de Oro y el Trío Pancho Cué.
Su discografía está compuesta de 21 álbumes con grupos propios más los que grabó con el Cuarteto Santa Ana. Entre sus canciones exitosas se destacan "La Calandria", "General Madariaga", "Ñatita", "Don Chirú", "Padrino Tito", "Martínez Gutiérrez", "La taba", "La carrera", "La zurda", "Paraje Bandera Bajada", "Serenata del amanecer", "La yapa", "El lamento", "Estampa correntina", "Bodas de plata", compartiendo en algunos casos la autoría con Ernesto Montiel.

## Biografía
Nacido en 1917 en Alvear, provincia de Corrientes, en el seno de una familia de origen judío sefardí proveniente de Marruecos. Migrado a Buenos Aires en la década de 1930 integró el conjunto Los Hijos de Corrientes, dirigido por Emilio Chamorro.
En 1942 formó el Cuarteto Santa Ana, junto con el acordeonista Ernesto Montiel, el primer conjunto de chamamé que alcanzó la fama masiva, integrado también por los guitarristas Samuel Claus y Luis Ferreyra. En la década de 1950, Montiel y el Cuarteto Santa Ana eran los encargados de inaugurar los populares bailes de carnaval del Club San Lorenzo de Almagro. 
En 1951 abandonó el grupo y formó diversos grupos propios, con los más importantes músicos litoraleños. 
En los años 1970 formó el Trío de Oro con el bandoneonista Julio Lorman y el guitarrista y cantante Roberto Galarza, con quienes grabó varios álbumes de alta calidad. Luego integró el Trío Pancho Cué con Antonio Niz en guitarra y Ruben Miño en acordeón. 
Isaac Abitbol era sefaradí marroquí, sus padres eran la realidad de la diáspora, nació en 1917, en Alvear, provincia de Corrientes.
Los instrumentos musicales, como todos los objetos de uso diario, tienen una larga historia y en muchos detalles han cambiado su apariencia y forma, a él el bandoneón no le parecía desconocido, supo hacerse con él y lograr, melodías que son una dulzura. Era una buena persona, sencillo, cariñoso y de muy baja exposición, el que mejor lo describe es el poeta Juan Carlos Jensen, con la cimbra de nácar.